# Fordøjelse
Fordøjelsen er en metabolsk proces, hvor en biologisk enhed nedbryder en substans for mekanisk eller kemisk brug i kroppen. Dette inkluderer optagelse af næringsstoffer og udskillelse affaldsstoffer.
Fordøjelsessystemet sørger for at de livsvigtige bestanddele fra kosten optages så godt som muligt i kroppen. Makromolekyler nedbrydes til simplere molekyler og kan derefter transporteres fra tarmens hulrum over i blodkredsløbet eller lymfesystemet, hvorfra det fordeles i resten af kroppen.

## Proces
Fordøjelsen sker i tre trin.
- Indledningsfasen som foregår før føden når maven, hvilket involverer forberedelse af udskilning af de rette enzymer. Dette sker blandt andet ved, at syn og tanke informerer hjernebarken, mens smag og lugt informerer hypothalamus og medulla oblongata. Desuden inkluderer denne fase den første nedbrydning i mundhulen foretaget af spyt samt mekanisk af tænderne og i spiserøret, hvor føden til dels også bliver tilrettet.
- Den gastriske fase (mavefasen) som tager 3-4 timer indbefatter den største del af nedbrydningen. Mavefasen stimuleres af det sure miljø, hvori mange af de nedbrydende enzymer har deres optimum.
- Tarmfasen er den næsten nedbrudte fødes vej gennem tolvfingertarmen, tyndtarmen, tyktarmen og endetarmen. Her optages mange af næringsstofferne.

### Stofklasseres fordøjelse i mennesker
De forskellige stofklasser nedbrydes forskelligt og forskellige steder i kroppen. Dette gælder kulhydrat, protein og fedt.

#### Kulhydrat
Kulhydrat er kroppens primære energikilde (48 %), men kan også fungere som byggesten, omend i et mindre omfang. Dette ses blandt andet ved lagring af glucose i glykogen. Kulhydrat i form af polysaccharider nedbrydes først til di- og monosaccharider, hvorefter disse omdannes til glucose for derefter at indgå i glykolyse, citronsyrecyklus og oxidativ fosforylering, hvorved energi i form af adenosintrifosfat (ATP) bliver lavet i de individuelle celler.
Ikke alle kulhydrater kan nedbrydes af mennesker. Dette gælder for eksempel polysaccharidet cellulose, der udgør cellevæggen i planter, idet den glykosidbinding hvormed glucosemolekylerne er sammensat ikke kan brydes af de enzymer mennesket besidder. Et andet eksempel er mælkesukker, som nogle voksne – især uden for Europa – ikke kan nedbryde, idet enzymet laktase ikke bliver syntetiseret efter puberteten.